# Mauricio Urrea Carrillo
Mauricio Urrea Carrillo (ur. 6 lipca 1969 w Nogales) – meksykański duchowny rzymskokatolicki, biskup Parral od 2021.

## Życiorys
Święcenia kapłańskie otrzymał 5 lutego 2004 i został inkardynowany do archidiecezji Hermosillo. Pracował głównie jako wykładowca i prefekt seminarium w Hermosillo. W 2015 uzyskał inkardynację do nowo utworzonej diecezji Nogales i objął funkcję kanclerza kurii oraz proboszcza parafii Niepokalanego Poczęcia NMP w Nogales.
21 listopada 2020 papież Franciszek mianował go biskupem diecezjalnym diecezji Parral. Sakry biskupiej udzielił mu 19 marca 2021 arcybiskup Constancio Miranda Wechmann.